# Irving Wallace
Irving Wallace (Chicago, 19 de março de 1916 — Los Angeles, 29 de junho de 1990) foi um escritor e roteirista estadunidense, pai do historiador David Wallechinsky e da escritora Amy Wallace.

## Biografia
Wallace nasceu em Chicago, Illinois, e cresceu em Kenosha, Wisconsin, onde frequentou a Kenosha Central High School. Wallance vendeu seu primeiro conto aos quinze anos.
Em seguida, mais de 500 de seus contos e artigos apareceram em periódicos de grande circulação, como o  Jornal Saturday Evening Post, a Revista Reader´s Digest e a Revista Esquire.

### Serviço durante a Segunda Guerra mundial

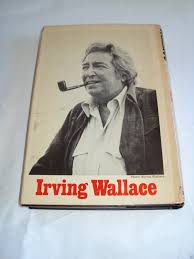
Foto do autor no livro The R Document.

Durante a Segunda Guerra Mundial, Wallance serviu na Primeira Unidade de Filmagem da Força Aérea do Exército Americano, como roteirista. Posto em que permaneceu por três anos e meio. Foi quando envolveu-se na produção da série de documentários “Why We Fight”. Ao dar baixa do exército, Wallance escreveu roteiros para os principais estúdios de Hollywood por cerca de dez anos.

### Vida como escritor
Seu primeiro livro, “The Fabulous Originals, A Collective Biography” foi publicado em 1955. Vários dos livros de Wallace foram transformados em filmes. Sendo que todas as suas novelas tiveram os direitos vendidos para estúdios cinematográficos.
Entre suas obras mais conhecidas estão The Chapman Report (1960), The Prize (1962), The Word (1972) e The Fan Club (1974). Também produziu algumas obras notáveis de não-ficção, incluindo várias edições do The People's Almanac e The Book of Lists.
O filme The Chapman Report (1962), dirigido por George Cukor, foi baseado em livro homônimo do autor.

### Casamento com Sylvia Wallace
Irving Wallace foi casado com Sylvia Wallace, uma ex-editora e redatora de revistas. O primeiro romance dela, The Fountains, foi best-seller nos EUA e teve doze edições estrangeiras. Seu segundo romance, Empress, foi publicado em 1980. Ela também ajudou a produzir, juntamente com os dois filhos, The Book of Lists #2. Sylvia Wallace morreu em 20 de outubro de 2006, aos 89 anos.

### Morte
Wallace morreu de câncer pancreático em 1990 e foi sepultado no Hillside Memorial Park Cemetery em Culver City, Califórnia.

## Obras

### Romances
Esta é uma lista de livros de ficção publicados por Irving Wallace.
| Nº Sequencial | Título em Portugal      | Tradutor                                                  | Título no Brasil                               | Tradutor                               | Original em inglês                                                           | Ano de lançamento |
| ------------- | ----------------------- | --------------------------------------------------------- | ---------------------------------------------- | -------------------------------------- | ---------------------------------------------------------------------------- | ----------------- |
| 01            | Pecados conjugais       | Jaime J. Silva                                            | Pecados de Philip Fleming A Impotência do Amor | George Gurjan                          | The Sins of Philip Fleming: A Compelling Novel of One Man's Intimate Problem | (1959)            |
| 02            | A 27ª Mulher            | Isabel Braga                                              | Os Polígamos                                   | Denise Vreuls                          | The Twenty-Seventh Wife                                                      | (1961)            |
| 03            | O prémio                | Maria Isabel Morna Braga - Mário Augusto de Almeida Braga | O Prêmio                                       | Maria Isabel Morna Braga - Mário Braga | The Prize                                                                    | (1962)            |
| 04            | O Homem                 | Maria Eugenia                                             | O Homem                                        | Maria Eugênia                          | The Man                                                                      | (1964)            |
| 05            | As três sereias         | Silva Letra                                               | A Ilha das Três Sereias                        | H. Silva Letra                         | The Three Sirens                                                             | (1964)            |
| 06            | O Cavalheiro de Domingo | Maria Isabel Morna Braga - Mário Braga                    | O Cavalheiro de Domingo                        | Rodolfo Cruz                           | Sunday Gentleman                                                             | (1966)            |
| 07            | A conspiração           | Jaime J. Silva                                            | O Complô A Conjura                             | Sampaio Marinho                        | The Plot                                                                     | (1967)            |
| 08            | Os Sete Minutos         | Anais de Sampaio - Jorge de Sampaio                       | Os Sete Minutos                                | Milton Persson                         | The Seven Minutes                                                            | (1969)            |
| 09            | A Palavra               | Eduardo Adalberto de Gouveia Aguiar                       | A Senha                                        | Milton Persson                         | The Word                                                                     | (1972)            |
| 10            | Fan Club                | Frances Jude Rosário                                      | O Fã-Clube                                     | Pinheiro de Lemos                      | The Fan Club                                                                 | (1974)            |
| 11            | O Documento R           | S. Zambeiro                                               | O Documento R                                  | Pinheiro de Lemos                      | The R Document                                                               | (1976)            |
| 12            | Projeto Pombo-Correio   | J. Teixeira de Aguilar                                    | O Elixir da Longa Vida                         | Roberto Muggiati                       | The Pigeon Project                                                           | (1979)            |
| 13            | A segunda dama          | Eduardo Saló                                              | A Segunda Dama                                 | S. R. Barreto                          | The Second Lady                                                              | (1980)            |
| 14            | O Todo Poderoso         | Fernanda Pinto Rodrigues                                  | O Todo Poderoso                                | A. B. Pinheiro de Lemos                | The Almighty                                                                 | (1982)            |
| 15            | O Milagre               | Fernanda Pinto Rodrigues                                  | O Milagre                                      | A. B. Pinheiro de Lemos                | The Miracle                                                                  | (1984)            |
| 16            | O Sétimo Segredo        | Fernanda Pinto Rodrigues                                  | O Sétimo Segredo                               | A. B. Pinheiro de Lemos                | The Seventh Secret                                                           | (1985)            |
| 17            | O leito celestial       | Eduardo Saló                                              | A Cama Celestial                               | A. B. Pinheiro de Lemos                | The Celestial Bed                                                            | (1987)            |
| 18            | O salão dourado         | Samuel Soares                                             | A Sala Vip                                     | Isabel Paquet de Araripe               | The Golden Room                                                              | (1988)            |
| 19            | A Convidada de Honra    | Fernanda Pinto Rodrigues                                  | A Convidada de Honra                           | Isabel Paquet de Araripe               | The Guest of Honor                                                           | (1989)            |

### Não ficção
Esta é uma lista de livros não ficção publicados por Irving Wallace.
| nº sequencial | Título em português | Original em inglês                                                                                                   | em parceria com                                  | Tradução                        | Ano do lançamento | Editora              |
| ------------- | --- | --- | ------------------------------------------------ | ------------------------------- | ----------------- | -------------------- |
| 01            | Os Originais Fabulosos | Fabulous Originals: Lives of Extraordinary People Who Inspired Memorable Characters in Fiction                       |                                                  | Lívio Dantas                    | (1955)            | Artenova             |
| 02            | Os Aventureiros | Square Pegs: Some Americans Who Dared to Be Different                                                                |                                                  | Vera Lúcia de Oliveira Sarmento | (1958)            | Artenova             |
| 03            | O maior espetáculo do mundo (em Portugal) | The Fabulous Showman: The Life and Times of P.T. Barnum                                                              |                                                  | Luís Miguel Oliveira Santos     | (1959)            | Livros do Brasil     |
| 04            | Os polígamos | The Twenty-Seventh Wife                                                                                              |                                                  | Denise Vreuls                   | (1962)            | Artenova             |
| 05            | O Romance | Writing of One Novel                                                                                                 |                                                  | Sylvia Jambeiro                 | (1968)            | Artenova             |
| 06            | As ninfo e outras maníacas: As vidas, amores e aventuras sensuais de algumas Damas livres e célebres O Relatório Chapmam: A Vida Íntima Das Mulheres | The Nympho and Other Maniacs: The Lives, the Loves and the Sexual Adventures of Some Scandalous and Liberated Ladies |                                                  | Denise Vreuls                   | (1971)            | Artenova             |
| 07            | Almanaque para todos - parte 1 | The People's Almanac                                                                                                 | David Wallechinsky                               | A. B. Pinheiro de Lemos         | (1975)            | Record               |
| 08            | | Stardust to Prairie Dust                                                                                             |                                                  |                                 | (1976)            | Theo Gaus' Sons, Inc |
| 09            | O livro das listas | The Book of Lists | David Wallechinsky e Amy Wallace                 | A. B. Pinheiro de Lemos         | (1977)            | Record               |
| 10            | Os Dois: A História dos Primeiros Irmãos Siameses | Two: Biography of The Original Siamese Twins                                                                         | Amy Wallace                                      | Áurea Weissenberg               | (1978)            | Record               |
| 11            | Almanaque para todos - Parte 2' | The People's Almanac No. 2                                                                                           | David Wallechinsky                               | A. B. Pinheiro de Lemos         | (1978)            | Record               |
| 12            | Bons Tempos Aqueles... Tempos de Sonhos | Some interesting people and times                                                                                    |                                                  | Osvaldo da Purificação          | (1979)            | Nova época           |
| 13            | A vida íntima sexual de gente famosa | The Intimate Sex Lives of Famous People                                                                              | Amy Wallace, David Wallechinsky e Sylvia Wallace | Vera Mary Whately               | (1981)            | Record               |
| 14            | | The Book of Lists 2                                                                                                  | David Wallechinsky                               |                                 | (1981)            |                      |
| 15            | | The Book of Lists 3                                                                                                  | Amy Wallace e David Wallechinsky                 |                                 | (1983)            |                      |
| 16            | | Significa | Amy Wallace e David Wallechinsky                 |                                 | (1983)            |                      |
| 17            | | Secret Sex Lives of Famous People                                                                                    |                                                  |                                 | (1993)            |                      |

## Frase
| “ | Ser si mesmo e não ter medo de estar certo ou errado é mais admirável do que a fácil covardia de render-se à conformidade | ” |

[carece de fontes?]